# Amerika (Schiff, 1905)
Die Amerika war ein 1905 in Dienst gestellter Transatlantik-Schnelldampfer der deutschen Reederei HAPAG, der für den Passagier- und Postverkehr zwischen Hamburg und New York City verwendet wurde. Bei ihrer Indienststellung war die Amerika mit einem Rauminhalt von 22.225 BRT das zweitgrößte Schiff der Welt. Die Amerika blieb bei Kriegsausbruch 1914 in Boston und wurde ab 1917 als USS America (Kennung: ID-3006) als Truppentransporter auf amerikanischer Seite eingesetzt. Zwischen den beiden Weltkriegen diente das Schiff  unter amerikanischer Flagge als Passagierschiff, wurde im Zweiten Weltkrieg wieder von der United States Army verwendet und 1957 schließlich verschrottet.

## Passagierschiff für die HAPAG (1905–1914)

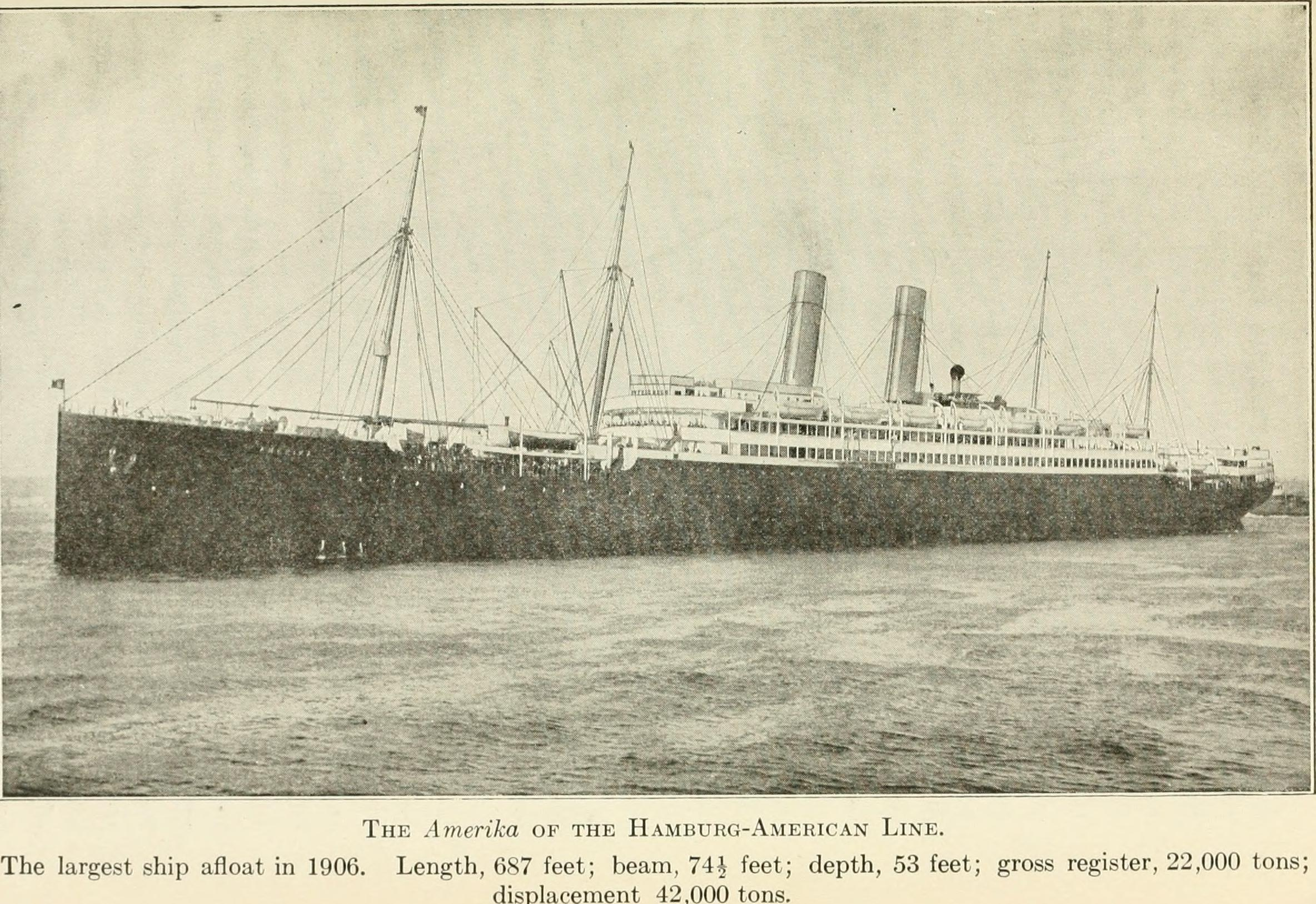
Abbildung und Beschreibung der Amerika (1911).

Der aus Stahl gebaute Doppelschrauben-Dampfer Amerika wurde für die HAPAG bei der Schiffswerft Harland & Wolff im nordirischen Belfast gebaut und lief dort am 20. April 1905 vom Stapel. Mit 22.225 BRT war die Amerika das bis dahin größte Schiff unter deutscher Flagge und nach der im Juni 1904 in Dienst gestellten Baltic (23.867 BRT) der White Star Line das zweitgrößte Schiff der Welt. Die Amerika hatte zwei Schornsteine, vier Masten und zwei Propeller. Sie wurde von zwei Vierfachexpansions-Dampfmaschinen angetrieben, die das Schiff auf bis zu 18 Knoten beschleunigen konnten und 15.500 PS leisteten. Insgesamt konnten 2.508 Passagiere befördert werden, davon 386 in der Ersten, 150 in der Zweiten, 222 in der Dritten und 1.750 in der Vierten Klasse. Die Besatzung bestand aus 577 Personen. Die Ausstattung der Räumlichkeiten war sehr luxuriös und modern und hatte anderen Schiffen jener Zeit viel voraus. Die Amerika verfügte über Luxussuiten mit eigenen Badezimmern, elektrisch betriebene Aufzüge, einen Wintergarten und ein Ritz-Carlton-Restaurant. Dies war das erste À-la-carte-Restaurant auf einem Schiff.
Am 21. September 1905 wurde die Amerika fertiggestellt und am 11. Oktober 1905 legte sie in Hamburg zu ihrer Jungfernfahrt nach New York mit Zwischenstopps in Dover (England) und Cherbourg (Frankreich) ab. Auf dieser Route blieb das Schiff bis kurz vor dem Ausbruch des Ersten Weltkriegs. Im Jahr 1907 erhöhte sich der Rauminhalt durch Umbauten auf 22.621 BRT.
Am 14. April 1912 um 11.45 Uhr teilte ein Funkoffizier der Amerika dem United States Hydrographic Office in Washington per Funkspruch mit, dass „am 14. April auf der Position 41° 27′ N, 50° 8′ W zwei große Eisberge passiert“ worden waren. Diese Meldung wurde von dem Funker der Titanic an die Funkstation von Kap Race (Neufundland) weitergeleitet, da die Funkanlage der Amerika nicht die Reichweite hatte, um Cape Race zu erreichen. Die Nachricht erreichte anscheinend nie die Brücke der Titanic, die nur Stunden später in dem Gebiet mit einem Eisberg kollidierte und sank.

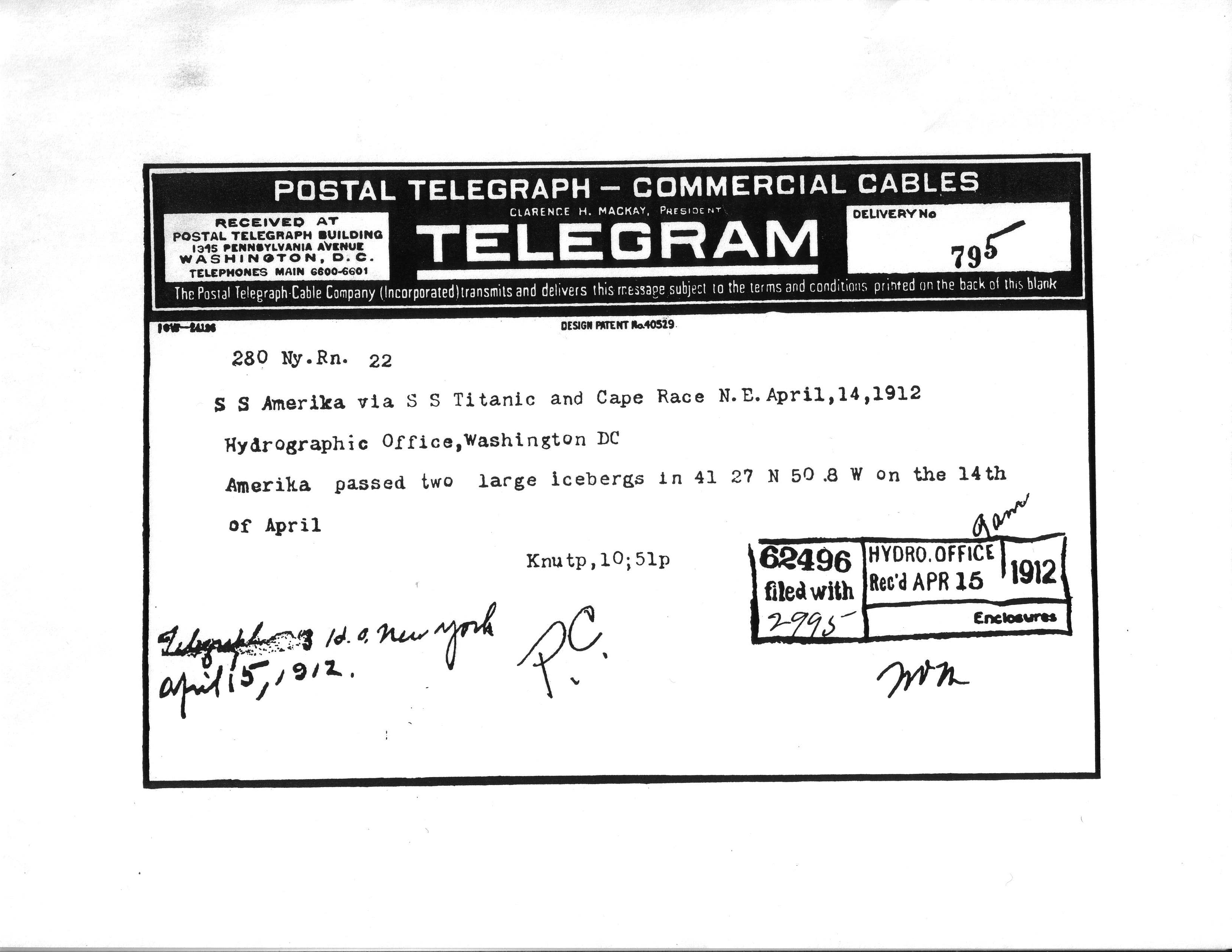
Die Eiswarnung der Amerika, die von der Titanic empfangen und weitergeleitet wurde.

Am 4. Oktober 1912 kollidierte die Amerika vier Meilen nordöstlich von Dover mit dem britischen U-Boot HMS B2 (Lieutenant Percy Borough O’Brien). Das U-Boot sank und 15 Mitglieder seiner 16 Mann starken Besatzung kamen ums Leben. Nur der Leitende Offizier, Lt. Richard Pulleyne, überlebte. Um die Totenruhe nicht zu stören, wurde das Wrack nie gehoben. Am 9. Mai 1914 lief das Schiff zu seiner letzten Überfahrt von Hamburg nach Southampton, Cherbourg und New York aus. Ab dem 10. Juni 1914 fuhr es von Hamburg über Boulogne-sur-Mer und Southampton nach Boston und zurück. Am 14. Juli 1914 legte die Amerika zu ihrer letzten regulären Fahrt nach Boston ab, wo sie am 24. Juli eintraf.

## Beschlagnahmung und Zeit als US-Truppenschiff (1914–1919)
Am 1. August 1914 sollte sie wieder nach Hamburg auslaufen. Der Ausbruch des Ersten Weltkriegs in Europa verhinderte dies jedoch. Um zu vermeiden, dass es der Royal Navy in die Hände fiel, blieb das Schiff in Boston und stand in den folgenden drei Jahren unter amerikanischer Neutralität. Die Amerika lag ohne Verwendungszweck in Boston, bis die Vereinigten Staaten am 6. April 1917 in den Ersten Weltkrieg eintraten.

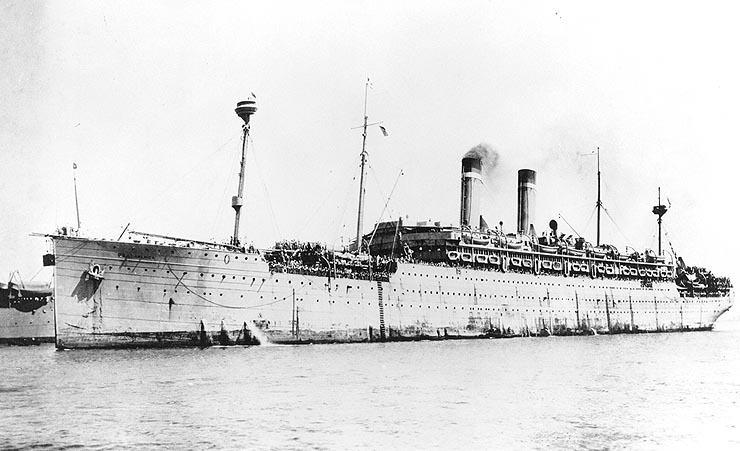
Als Truppentransporter USAT America (ca. 1919).

Am 25. Juli 1917 wurde sie auf Anweisung von John A. Donald, dem Vorsitzenden des United States Shipping Board (USSB), beschlagnahmt. Eine Inspektion zeigte, dass sich der ehemalige Luxusliner in einem verkommenen Zustand befand. Zudem wurde entdeckt, dass die Mannschaft Teile der Maschinenanlagen sabotiert hatte. Trotzdem wurde die Amerika für den Dienst als Truppentransporter für die Einheit Cruiser and Transport Force der United States Navy bestimmt. Sie erhielt die Identifikationsnummer 3006 und wurde am 6. August 1917 als Amerika kommissioniert. Kapitän George C. Day, ein Admiral der US Navy, erhielt das Kommando über das Schiff.
In den folgenden Wochen wurde die Amerika im Boston Navy Yard von Arbeitern flott gemacht und in einen Truppentransporter umgerüstet. Am 1. September 1917 trat die General Order Nr. 320 des Marineministers Josephus Daniels in Kraft, die die Namensänderung  beschlagnahmter deutscher Schiffe vorsah. In diesem Zusammenhang erhielt die Amerika die anglisierte Bezeichnung America. Nach der Fertigstellung durchlief und bestand die America am 29. September 1917 ihre Probefahrten außerhalb des Boston Harbor.
In den Jahren 1917 und 1918 vollendete das Schiff neun Truppentransporte nach Frankreich. Auf der siebten dieser Fahrten stieß sie am 14. Juli 1918 in stürmischem Wetter mit dem britischen Dampfer Instructor zusammen. Der Bug der America trennte das Heck der Instructor ab, die in zehn Minuten unterging. Die America nahm elf Besatzungsmitglieder des gesunkenen Schiffes auf, aber wegen der konstanten U-Boot-Gefahr setzte sie schnell ihre Fahrt fort. Die übrigen 31 Männer der Instructor kamen in der rauen See um.
1918 brach die Spanische Grippe aus, die auch auf der America Todesopfer forderte. 53 Soldaten und zwei Seeleute starben an Bord des Schiffs, die meisten davon, während es zwischen dem 29. September und 2. Oktober 1918 in Hoboken vor Anker lag. Ein weiteres Unglück ereignete sich am 15. Oktober 1918, als die America beim Verladen von Kohle an ihrer Pier im Hafen von Hoboken nach Backbord krängte und teilweise einsank, weil Wasser durch die offenen Kohlenluken eingedrungen war. Dabei ertranken vier Soldaten und zwei Besatzungsmitglieder. Am 21. November 1918 wurde das Schiff gehoben.
Nach Kriegsende unternahm die America zwischen Februar und September 1919 acht Truppenfahrten, um Angehörige der American Expeditionary Forces zurück in die Vereinigten Staaten zu bringen.

## Passagierschiff zwischen den Kriegen (1920–1939)
Am 22. September 1919 kontaktierte Brigadier General Frank T. Hines, Leiter des Army Transportation Service (ATS) der United States Army, die US Navy und äußerte das Interesse am Erwerb der America „zum Transport bestimmter Passagiere von Europa in die USA“. Vier Tage später, am 26. September 1919, wurde die America bei der US Navy außer Dienst gestellt und dem Kriegsministerium der Vereinigten Staaten (United States Department of War) übergeben. Fortan fuhr das Schiff mit dem Präfix USAT (United States Army Transport) und brachte unter anderem Auswanderer aus dem Mittelmeerraum nach New York.
Nach der Rückgabe an den United States Shipping Board wurde die America an die US-amerikanische Reederei United States Mail Steamship Company übergeben. Dieses Unternehmen wurde durch den United States Shipping Board ins Leben gerufen, um die von Deutschland beschlagnahmten Passagierschiffe zu bereedern. In diesem Zusammenhang wurde von Kohle- auf Ölverbrennung umgestellt und die Passagierunterkünfte wurden für 225 Reisende der Ersten, 425 der Zweiten und 1.500 der Dritten Klasse ausgelegt.
Am 25. Juni 1921 legte die America zu ihrer ersten Überfahrt von New York über Plymouth und Cherbourg nach Bremen ab. Die dritte und letzte Reise auf dieser Route begann am 27. August 1921. Anschließend ging das Schiff an die neu gegründete United States Lines über, die die Bestände der gescheiterten United States Mail Steamship Company übernahm. Ihre erste Fahrt für die neuen Eigner begann am 28. September 1921 auf der Route Plymouth–Cherbourg–Bremen–Southampton–Cherbourg–Queenstown–New York. Im Juni 1923 erfolgten im Brooklyn Navy Yard erneut Sanierungen, durch die sich die Tonnage auf 21.114 BRT verringerte. Die Passagierkabinen wurden für 692 Kabinenpassagiere und 1056 Dritte-Klasse-Passagiere umgestaltet.
Am 10. März 1926 lag die America für eine ihrer regelmäßigen Wartungen bei der Newport News Shipbuilding and Drydock Company in Newport News (Virginia), als wegen eines Lecks in einer Ölleitung ein Feuer ausbrach, das sieben Stunden lang wütete und fast sämtliche Passagierkabinen zerstörte. Obwohl sich der Sachschaden auf fast zwei Millionen US-Dollar belief, wurde der Dampfer repariert und kehrte wieder in den Passagierverkehr zurück. Durch den Neubau erhöhte sich die Tonnage noch einmal leicht auf 21.329 BRT. Man konnte von nun an in der Kabinen-, Touristen- oder Dritten Klasse reisen.
Am 21. März 1928 legte die America zu ihrer ersten Fahrt nach dem Brand von New York über Plymouth und Cherbourg nach Bremen ab. Am 29. Januar 1929 rettete die America unter dem Kommando von Kapitän Fried 23 Männer von dem in Seenot geratenen italienischen Frachter Florida. Zwischen dem 25. August und dem 4. September 1931 fand die letzte Überfahrt von Hamburg über Southampton und Cherbourg nach New York statt. Im September 1932 wurde das inzwischen 27 Jahre alte Schiff in Point Patience in der Chesapeake Bay (Maryland) aufgelegt. Dort lag sie neben der Agamemnon und der Mount Vernon (die ehemaligen NDL-Passagierdampfer Kaiser Wilhelm II. und Kronprinzessin Cecilie). Dieser Zustand wurde acht Jahre beibehalten.

## Truppenschiff im Zweiten Weltkrieg und Dienstende (1940–1957)

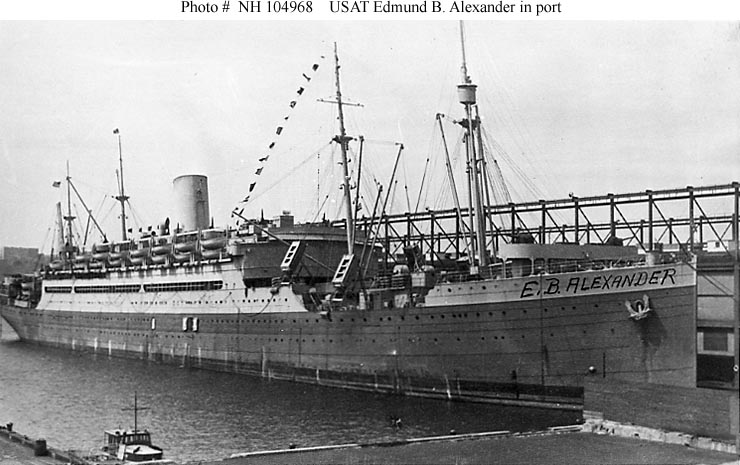
Als Edmund B. Alexander (ca. 1945/46).

1940 wurde die America aus dem „Ruhestand“ geholt und in ein Wohnschiff für 1200 Soldaten in St. John’s (Neufundland) umgestaltet. Im Januar 1941 wurde sie in Edmund B. Alexander (nach dem Bürgerkriegsgeneral Edmund Brooke Alexander) umbenannt und diente ab dem Zeitpunkt als Truppentransporter zwischen New Orleans und Panama. Die Namensänderung wurde wahrscheinlich durchgeführt, um eine Verwechslung mit dem neuen Dampfturbinenschiff America auszuschließen.
1942/43 wurde einer der beiden Schornsteine abmontiert, die Masten wurden verkürzt, und die alten Maschinen wurden durch neue der Bethlehem Steel Corporation ersetzt. Diese ermöglichten eine neue Höchstgeschwindigkeit von 17 Knoten (die alten Maschinen hatten nur noch höchstens 10 Knoten leisten können). Anschließend transportierte sie Truppen von New York nach Europa mit Platz für bis zu 5.000 Soldaten. Im März 1946 wurde die Edmund B. Alexander für die Beförderung von military dependents umgebaut. Damit waren Frauen, Kinder und andere Angehörige von US-Soldaten gemeint, die während des Kriegs nach Europa gegangen waren und nun in die Staaten zurückkehrten. Diesen Dienst versah das Schiff, bis es am 26. Mai 1949 in Hawkin’s Point bei Baltimore aufgelegt wurde.
1951 wurde die frühere Amerika zum Hudson River verlegt. Am 16. Januar 1957 wurde es an die Bethlehem Steel Corporation verkauft, am 27. Januar zurück nach Baltimore geschleppt und dort kurz danach verschrottet. Sie war der letzte deutsche Transatlantikliner aus der Zeit vor dem Ersten Weltkrieg. 

## Belletristik
Der Roman Der letzte Satz von Robert Seethaler erzählt von einer Atlantiküberquerung Gustav Mahlers mit der Amerika.